# Astragalus ovczinnikovii
Astragalus ovczinnikovii är en ärtväxtart som beskrevs av Antonina Georgievna Borissova. Astragalus ovczinnikovii ingår i släktet vedlar, och familjen ärtväxter. Inga underarter finns listade i Catalogue of Life.